# Antonio Tauler
Pour les articles homonymes, voir Tauler.
Tauler  LLull est un nom espagnol. Le premier nom de famille, en général paternel, est Tauler ; le second, en général maternel, souvent omis, est LLull.
Antonio Tauler Llull (né le 11 avril 1974 à Santa Margalida) est un coureur cycliste espagnol.

## Biographie
Antonio Tauler commence sa carrière professionnelle dans l'équipe Ros Mary-Amica Chips. Après une saison, il rejoint la Kelme, où il reste cinq ans. Il y remporte une étape chronométrée du Tour de Murcie et se classe à trois reprises deuxième du championnat d'Espagne du contre-la-montre. En 2002, il participe au Tour d'Espagne victorieux de Aitor González. La Kelme y est également première du classement par équipes.
Après un passage de deux ans chez Illes Balears, Tauler effectue sa dernière année professionnelle en 2006 au sein de la formation 3 Molinos Resort. Il est sacré Champion d'Espagne du contre-la-montre cette année-là.
La formation 3 Molinos Resort disparaissant en fin de saison, Antonio Tauler se consacre à la piste. Il est notamment sur les podiums des championnats nationaux de l'américaine, de poursuite individuelle et par équipe en 2007.
Il est contrôlé positif peu avant les Championnats du monde sur piste lors d'une course à l'américaine disputée à Copenhague fin mars 2010.

## Palmarès sur route

### Par année
- 1993
  - 4e étape de la Cinturón a Mallorca
- 1995
  - 2e de la Vuelta a la Ribera
- 1996
  - Tour de Carthagène
  - 4eb étape de la Cinturón a Mallorca
- 1999
  - 5e étape du Tour de Murcie (contre-la-montre)
- 2001
  - 2e du championnat d'Espagne du contre-la-montre
- 2002
  - 2e du championnat d'Espagne du contre-la-montre
  - 3e du Mémorial Manuel Galera
- 2003
  - 2e du championnat d'Espagne du contre-la-montre
- 2004
  - 2e étape du Tour de Castille-et-León (contre-la-montre par équipes)
- 2006
  -  Champion d'Espagne du contre-la-montre
- 2017
  - Champion des îles Baléares du contre-la-montre

### Résultats sur les grands tours

#### Tour de France
4 participations
- 2000 : 63e
- 2001 : 76e
- 2002 : abandon (12e étape)
- 2003 : abandon (8e étape)

#### Tour d'Italie
2 participations
- 1998 : abandon (16e étape)
- 2005 : 126e

#### Tour d'Espagne
4 participations
- 1999 : 47e
- 2001 : 55e
- 2002 : 39e
- 2003 : 97e

### Classements mondiaux
| Année           | 2006 | 2007 | 2008 | 2009   | 2010   |
| --------------- | ---- | ---- | ---- | ------ | ------ |
| UCI Europe Tour | 658e |      |      | 1 079e | 1 064e |

## Palmarès sur piste

### Jeux olympiques
- Pékin 2008
  -  Médaillé d'argent de l'américaine (avec Joan Llaneras)

### Coupe du monde
- 1998
  - 3e de la poursuite à Berlin
- 2007-2008
  - 2e de la course aux points à Sydney
- 2008-2009
  - 2e de la poursuite par équipes à Sydney

### Championnats nationaux
| - 1992 - Champion d'Espagne de poursuite juniors - 1994 - 3e du championnat d'Espagne de poursuite - 3e du championnat d'Espagne de poursuite par équipes - 1997 - 2e du championnat d'Espagne de poursuite - 3e du championnat d'Espagne de poursuite par équipes - 1998 - Champion d'Espagne de poursuite par équipes - 2e du championnat d'Espagne de poursuite - 2000 - 2e du championnat d'Espagne de poursuite - 3e du championnat d'Espagne de poursuite par équipes | - 2006 - 2e du championnat d'Espagne de poursuite - 2007 - 2e du championnat d'Espagne de poursuite - 3e du championnat d'Espagne de poursuite par équipes - 3e du championnat d'Espagne de l'américaine - 2008 - Champion d'Espagne de l'américaine (avec Miguel Alzamora) - 3e du championnat d'Espagne de poursuite |  |